# Grete Koens
Grete Koens (26 mei 1967) is een voormalige Nederlandse atlete, die gespecialiseerd was in de middellange en lange afstand. In totaal werd ze zesmaal Nederlands kampioene.

## Biografie
Tot haar achttiende deed Koens aan volleybal. Na de competitie besloot ze haar conditie op peil te houden met hardlopen. "Ik schreef in voor een tien kilometer-wedstrijd en toevallig stond Honoré langs de kant voor een scoutingsproject van de club. Ik kreeg drie maanden lidmaatschap aangeboden. Was hij daar niet geweest, dan was ik nu nog altijd een middelmatig volleybalster geweest."
In 1994 beleefde Grete Koens haar internationale doorbraak. De Atletiekbond boekte een ticket ter waarde van 1.750 gulden en prompt liep ze tijdens een IAAF Grand Prix wedstrijd in Helsinki op de 3000 m een persoonlijk record van 8.53,01, de derde tijd ooit gelopen in Nederland. Ze plaatste zich hiermee tevens voor de Europese kampioenschappen, die anderhalve maand later eveneens in Helsinki zouden plaatsvinden. Op dit EK behaalde ze met een tijd van 8.56,21 knap de finale, waarin ze in 9.14,35 als vijftiende eindigde. Drie jaar daarvoor werd haar nog afgeraden verder te gaan met lopen. "Maar ik was koppig. Nooit opgeven, altijd zoeken naar oplossingen. In plaats van eenmaal per dag trainen verdeelde ik de belasting over twee sessies, hetgeen bleek te werken."
In 2003 won Koens de 10 km wedstrijd op de Tilburg Ten Miles in 34.10. Een jaar eerder was ze in dezelfde wedstrijd in 34.50 achter Vivian Ruijters als tweede Nederlandse binnengekomen. Het was haar eerste optreden toen na een lange periode van revalidatie, volgend op een knieoperatie die zij had moeten ondergaan na een ongeluk met de fiets.
Door aanhoudende blessures en gezondheidsproblemen (onder andere inspanningsastma) moest Koens in 2004 een punt zetten achter haar topsportcarrière. 

## Coach
Sinds 1 februari 2007 was ze bondscoach talentontwikkeling bij de Atletiekunie en hield ze zich bezig met de voorbereiding en coördinatie van een talentenplan voor de verschillende atletiekonderdelen en de coaching van een aantal talenten op de middellange en lange afstand. Zo trainde ze onder meer: Ate van der Burgt, Vivian Ruijters, Orphan Faassen en Lindy Burgman. Vanaf 1 november 2007 was ze jarenlang trainster van twee van Nederlands beste 800 meterlopers op dit moment: Arnoud Okken en Bram Som.
Sinds begin 2022 is ze coach van het Valley Running Team te Ede en wijde omgeving. Ze traint o.a. de succesvolle hardloopsters Maureen Koster en Diane van Es.

## Nederlandse kampioenschappen
| Onderdeel                 | Jaar             |
| ------------------------- | ---------------- |
| 3000 m                    | 1994             |
| 5000 m                    | 1995             |
| veldlopen (lange afstand) | 1994, 1997, 1998 |
| veldlopen (korte afstand) | 2000             |

## Persoonlijke records
Baan
| Afstand     | Prestatie | Plaats     | Datum            |
| ----------- | --------- | ---------- | ---------------- |
| 800 m       | 2.07,23   | Utrecht    | 1 september 2001 |
| 1000 m      | 2.44,57   | Eindhoven  | 29 juli 2000     |
| 1500 m      | 4.09,21   | Leverkusen | 20 augustus 2000 |
| 1 Eng. mijl | 4.40,44   | Hilversum  | 23 mei 1994      |
| 3000 m      | 8.53,01   | Helsinki   | 29 juni 1994     |
| 5000 m      | 15.20,91  | Helsinki   | 25 juni 1996     |
| 10.000 m    | 32.37,51  | Kerkrade   | 24 mei 1998      |

Weg
| Afstand     | Pretatie | Plaats    | Datum          |
| ----------- | -------- | --------- | -------------- |
| 4 Eng. mijl | 21.41    | Groningen | 8 oktober 2000 |

## Palmares

### 3000 m
- 1991:  Nacht van de Atletiek - 9.17,4
- 1992:  Papendal Games in Arnhem - 9.23,54
- 1993:  NK - 9.14,26
- 1994:  NK - 9.09,84
- 1994: 15e EK in Helsinki - 9.14,35

### 5000 m
- 1994:  Reebok Classics in Kerkrade - 15.53,82
- 1995:  NK - 16.25,57
- 1996:  Kerkrade Classic - 15.52,15
- 1996: 4e World Games in Helsinki - 15.20,91
- 1998:  Kerkrade Meeting - 15.32,19

### 10 km
- 2000:  Wolfskamerloop in Huizen - 34.20
- 2001:  Dommelloop in Den Bosch - 32.56
- 2001:  Linschotenloop - 33.54
- 2003:  Hilversum - 33.40
- 2003:  Banthumloop in Bergentheim - 33.16
- 2003:  Alphense Stratenloop - 33.50
- 2003: 5e FORTIS Running Fiesta Voorthuizen - 33.27
- 2003: 4e Tilburg Ten Miles - 34.10
- 2004:  Leidsche-Rijn in De Meern - 35.28

### 15 km
- 2006: Zevenheuvelenloop - 57.34

### marathon
- 2010: 6e marathon van Klazienaveen - 3:27.34

### overige
- 2004:  Acht van Apeldoorn

### veldlopen
- 1992: 96e WK in Boston - 23.28
- 1992: 4e Warandeloop in Tilburg - 14.10
- 1993:  Sprintcross in Breda - 20.38
- 1993:  NK in Harderwijk - 21.08
- 1994:  Sprintcross in Breda - 20.27
- 1994:  NK in Wieringerwerf - 21.48
- 1995: 39e EK in Alnwick - 14.54
- 1996:  Sprintcross in Breda - 20.47
- 1996: 6e NK in Tilburg - 21.11
- 1996: 92e WK in Stellenbosch - 23.08
- 1997:  NK in Apeldoorn - 21.27
- 1997:  Zandbergcross in Deurne - 19.13
- 1997: 4e Sylvestercross in Soest - 19.02
- 1998:  Sprintcross in Breda - 21.30
- 1998:  Profile Cross in Uden - 19.36
- 1998:  NK in Asten - 20.18
- 1998: 12e WK in Marrakech - 12.56
- 2000:  Profile Cross Uden - 13.29
- 2000:  NK in Heythuysen - 14.13
- 2000: 87e WK in Vilamoura - 14.24
- 2000:  Maple Leaf Cross in Hilversum - 33.43
- 2001:  Maple Leaf Cross in Hilversum - 33.57
- 2001: 45e EK in Thun - 16.37
- 2001: 4e Sylvestercross in Soest - 21.40,4
- 2002: 5e Profile Cross in Uden - 24.31,8
- 2003:  NK in Harderwijk - 13.34